# أيزاياه هيكس
أيزاياه هيكس (24 يوليو 1994 بهندرسون في الولايات المتحدة - ) (بالإنجليزية: Isaiah Hicks)‏ هو لاعب كرة سلة أمريكي في مركز هجوم قوي الجسم. لعب مع نيويورك نيكس ونورث كارولينا تار هيلز ‏.

## وصلات خارجية
- أيزاياه هيكس على موقع إن بي أي (الإنجليزية)
- أيزاياه هيكس على موقع دوري كرة السلة الياباني للمحترفين (اليابانية)
- أيزاياه هيكس على موقع سبورتس رفرنس (الإنجليزية)
- أيزاياه هيكس على موقع كرة السلة الأوروبية.كوم (الإنجليزية)
- أيزاياه هيكس على موقع إي إس بي إن.كوم (الإنجليزية)
- أيزاياه هيكس على موقع كلية كرة السلة في سبورتس رفرنس.كوم (الإنجليزية)
- أيزاياه هيكس على موقع ريلجم (الإنجليزية)
- أيزاياه هيكس على موقع بروبوليرز (الإنجليزية)
- أيزاياه هيكس على موقع سبورتس رفرنس (الإنجليزية)